# James Ajongo Mawut
James Ajongo Mawut né le 1er janvier 1961 au Soudan et mort le 20 avril 2018 au Caire, est le chef et le général en chef de l'armée sud-soudanaise, la Force de défense du peuple sud-soudanais (SSPDF). Il est nommé le 9 mai 2017 et prend ses fonctions le 10 mai 2017 après avoir prêté serment devant le président Salva Kiir Mayardit au palais présidentiel. C'était un Aweilien. Sa terre natale est Barmayen, ce qui indique qu'il est issu du peuple Luo. L'actuel vice-gouverneur d'Aweil, Uber Mawut, est son frère biologique,,,.

## Service militaire
James Ajongo Mawut rejoint la SPLA en 1983.

## Note et références
1. ↑  « Mourners Receive Late Ajongo’s Body At Juba International Airport > Gurtong Trust > Editorial », www.gurtong.net
2. ↑  « South Sudan's new Chief of General Staff » [archive du 4 juillet 2019] (consulté le 13 mai 2017)
3. ↑  « South Sudan's Kiir replaces army chief Paul Malong » [archive du 9 décembre 2019] (consulté le 13 mai 2017)
4. ↑  « Ousted army chief says no retaliation »
5. ↑  « South Sudan new chief of general staff assumes duties », Sudan Tribune, 11 mai 2017
6. ↑  « South Sudan's sacked army chief quits Juba, dismisses fears amid civil war », 10 mai 2017